# (21422) Alexacarey
(21422) Alexacarey (1998 FL78) – planetoida z pasa głównego asteroid okrążająca Słońce w ciągu 3,23 lat w średniej odległości 2,19 j.a. Odkryta 24 marca 1998 roku.